# 高允漢
高允漢（1983年5月10日—），台灣男演員。出道作品為2002年公視人生劇展《違章天堂》，至今參與過多部戲劇演出，代表作品為2006年公視人生劇展的《愛的麵包魂》。除了演員的身份外，還致力於傳統廟會陣頭文化的傳承，於1995年創立哪吒陣頭劇坊，將傳統的陣頭文化轉變為藝術表演，也多次受邀出國演出，將台灣傳統的民俗文化推上國際舞台，更在2018辦理帶著文化去旅行-讓世界看見台灣活動，許下帶著文化環遊世界的宏願。成員皆由熱愛表演藝術活動的工作者所組成。目前演出的劇碼有：廟會、鐘魁嫁妹、海神祭、五福神君八家將、少年＂鼓＂惑仔、哪吒少年…及各類型之戲劇與舞蹈創作之編排。

## 經歷
- 蘆洲市愛鄉文化協會理事
- 台北市福安國中多元課程社團聘任教師
- 三重市三和國中高關懷課程聘任教師
- 中和市武鴻館聘任教練
- 台北市萬華雙和社聘任教練

## 電影
| 上映時間   | 片名                          | 角色   | 導演           |
| 2010/04/16 | 小丑魚 （页面存档备份，存于） | 吳郭愉 | 曲全立         |
| 2012/02/03 | 愛的麵包魂                    | 田雄   | 高炳權、林君陽 |
| 2014/01/24 | 鐵獅玉玲瓏                    | 阿毛   | 澎恰恰         |

### 電視電影
| 年份 | 首播頻道 | 片名                                            | 角色   | 導演   |
| 2002 | 公視     | 人生劇展- 違章天堂 （页面存档备份，存于）       | 阿成   | 楊雅喆 |
| 2002 | 公視     | 人生劇展- 鴿子王 （页面存档备份，存于）         | 阿宏   | 楊雅喆 |
| 2006 | 公視     | 人生劇展- 愛的麵包魂 （页面存档备份，存于）     | 糕餅   | 高炳權 |
| 2007 | 緯來     | 鬥陣來發財 （页面存档备份，存于）               | 鴻仔   | 張哲書 |
| 2008 | 公視     | 人生劇展- 查無此人 （页面存档备份，存于）       |        | 鄭芬芬 |
| 2008 | 公視     | 人生劇展- 芭娜娜上路 （页面存档备份，存于）     | 阿哲   | 王傳宗 |
| 2013 | 公視     | 人生劇展- 希望之鑽 （页面存档备份，存于）       | 高老闆 | 趙自強 |
| 2013 | 公視     | 人生劇展- 我的意外假期 （页面存档备份，存于）   | 志誠   | 李哲光 |
| 2014 | 大陸央視 | 基隆 （页面存档备份，存于）                     | 李正生 | 喬梁   |
| 2020 | 公視     | 人生劇展- 風中浮沉的花蕊 （页面存档备份，存于） | 阿鴻   | 殷振豪 |

## 電視劇
| 年份 | 首播頻道   | 劇名                            | 角色         |
| 2003 | 東森戲劇台 | 兩個月亮 （页面存档备份，存于） | 阿良         |
| 2003 | 公視       | 家                              | 梁國賓       |
| 2003 | 三立台灣台 | 天地有情                        | 施正邦       |
| 2003 | 台視       | 再見阿郎                        | 郭添         |
| 2004 | 台視       | 求婚事務所                      | 老大         |
| 2004 | 三立都會台 | 紫禁之巔                        | 軍刀         |
| 2006 | 八大電視台 | 花樣少年少女                    | 九段         |
| 2007 | 大愛電視台 | 恰似你眼中的溫柔                | 李祈佑       |
| 2007 | 台視       | 星星知我心2007                  | 林明志       |
| 2007 | 大愛電視台 | 回甘人生味                      | 紅面         |
| 2008 | 三立台灣台 | 鳥來伯與十三姨                  | 阿毅         |
| 2008 | 大愛電視台 | 黃金線                          | 方景文       |
| 2008 | 大愛電視台 | 冬筍的滋味                      | 陳萬昌       |
| 2008 | 大愛電視台 | 矽谷阿嬤                        | 劉喜銘       |
| 2009 | 大愛電視台 | 台九線上的愛                    | 張玉坤       |
| 2009 | 大愛電視台 | 春風伴我行                      | 阿翊         |
| 2010 | 大愛電視台 | 我的尪我的某                    | 李春波       |
| 2010 | 大愛電視台 | 愛的練習題                      | 阿義         |
| 2011 | 大愛電視台 | 路邊董事長                      | 林明山       |
| 2011 | 大愛電視台 | 讓愛飛翔                        | 李裕泉       |
| 2011 | 大愛電視台 | 峰迴青春路                      | 邱長青       |
| 2011 | 大愛電視台 | 畫人生                          | 張進修       |
| 2012 | 三立台灣台 | 牽手                            | 十八         |
| 2012 | 大愛電視台 | 日照大地                        | 阿明         |
| 2012 | 大愛電視台 | 百萬拖菜工                      | 大頭仔       |
| 2012 | 大愛電視台 | 愛的微光                        | 洪慶雲       |
| 2012 | 民視       | 風水世家                        | 阿猴         |
| 2014 | 大愛電視台 | 花蓮名磨                        | 陳坤池       |
| 2014 | 大愛電視台 | 頂坡角上的家                    | 黃明輝       |
| 2014 | 客家電視台 | 在河左岸                        | 黃立樹       |
| 2014 | 台視       | 流氓蛋糕店                      | 麥松奇(青年) |
| 2014 | 三立都會台 | 喜歡·一個人                     | 阿標         |
| 2014 | 客家電視台 | 新丁花開                        | 林慶喜       |
| 2015 | 大愛電視台 | 明日天晴                        | 吳昇恆       |
| 2015 | 客家電視台 | 落日                            | 大鈞         |
| 2015 | 台視       | 天若有情                        | 陳進發       |
| 2015 | 大愛電視台 | 望你早歸                        | 麗香夫       |
| 2017 | 三立都會台 | 只為你停留                      | 司機         |
| 2017 | 大愛電視台 | 車站人生                        | 陳水伍       |
| 2017 | 大愛電視台 | 清風無痕                        | 阿波         |
| 2017 | 台視       | 牡丹花開                        | 李聖賢       |
| 2017 | 大愛電視台 | 若是來恆春                      | 王復呈       |
| 2017 | 民視       | 實習醫師鬥格                    | Rex          |
| 2018 | 民視       | 幸福來了                        | 艾瑞克       |
| 2020 | 大愛電視台 | 歲歲年年                        | 蕭燕織       |
| 2020 | 東森戲劇台 | 王牌辯護人                      | 張永建       |
| 2021 | 大愛電視台 | 阿良的歸白人生                  | 卓義亮       |
| 2021 | 大愛電視台 | 一路芬芳                        | 許明永       |
| 2022 | 大愛電視台 | 先生娘                          | 柯先生       |
| 2022 | 大愛電視台 | 隨風 隨緣                       | 陳永興       |
| 2023 | 公視       | 牛車來去                        | 招弟父       |
| 2023 | 三立台灣台 | 天道                            | 高千手       |
| 2024 | 三立台灣台 | 願望                            | 佐藤翔平     |

### 電視單元劇
| 年份 | 首播頻道 | 劇名                                   | 角色   |
| 2004 | 公視     | 絕地花園 （页面存档备份，存于）5- 英雄 | 志傑   |
| 2007 | 三立台灣 | 戲說台灣：媽祖掠乩身                   | 林清標 |
| 2007 | 三立台灣 | 戲說台灣：金銀寶穴                     | 謝旺   |
| 2007 | 華視     | 莒光園地"軍紀"教育單元劇：約定         | 陳世傑 |
| 2007 | 華視     | 莒光園地"軍紀"教育單元劇：愛與罰       | 張嘉陽 |
| 2008 | 華視     | 莒光園地"軍紀"教育單元劇：回神         | 呂志揚 |
| 2008 | 華視     | 莒光園地"軍紀"教育單元劇：關卡         | 許浩天 |
| 2008 | 華視     | 莒光園地"軍紀"教育單元劇：勇者無懼     |        |
| 2011 | 華視     | 莒光園地"保防"教育單元劇：罪與拳       | 戴名祥 |
| 2015 | 三立台灣 | 戲說台灣：小琉球掠妖記                 | 洪發財 |
| 2016 | 三立台灣 | 戲說台灣：陰陽命                       | 林俊明 |
| 2016 | 八大     | 命運交叉路：非法正義                   |        |
| 2017 | 三立台灣 | 戲說台灣：祖師爺過情關                 | 楊振芳 |
| 2017 | 三立台灣 | 戲說台灣：尊王公借壽                   | 王菜根 |
| 2018 | 三立台灣 | 戲說台灣：十九公審奇冤                 | 江師爺 |
| 2019 | 華視     | 莒光園地"權保"單元劇：正義時刻         | 中隊長 |
| 2022 | 三立台灣 | 戲說台灣：甘蔗崙三界公                 | 林文德 |
| 2022 | 三立台灣 | 戲說台灣：雞屎破奇案                   | 陳火柱 |
| 2022 | 三立台灣 | 戲說台灣：仙公祖斬桃花                 | 李文進 |
| 2022 | 三立台灣 | 戲說台灣：來去陰陽界                   | 蔡明福 |
| 2024 | 三立台灣 | 戲說台灣：葫蘆墩聖帝祖                 | 六兩   |
| 2025 | 三立台灣 | 戲說台灣：玄鳳點乩緣                   | 楊成輝 |

### 其他
| 首播年份 | 電視台 | 劇名                        |
| -------- | ------ | --------------------------- |
| 2010     | 華視   | 點燈：廟街少年-高志宏的故事 |

## 獎項紀錄
- 違章天堂（入圍九十一年金鐘獎最佳單元劇男配角）

## 外部連結
- 高志宏的部落格 （页面存档备份，存于）
- 高允漢的Facebook專頁
- 高允漢的新浪微博
- 高允漢在香港影庫上的簡介